# 斯维尔日城堡

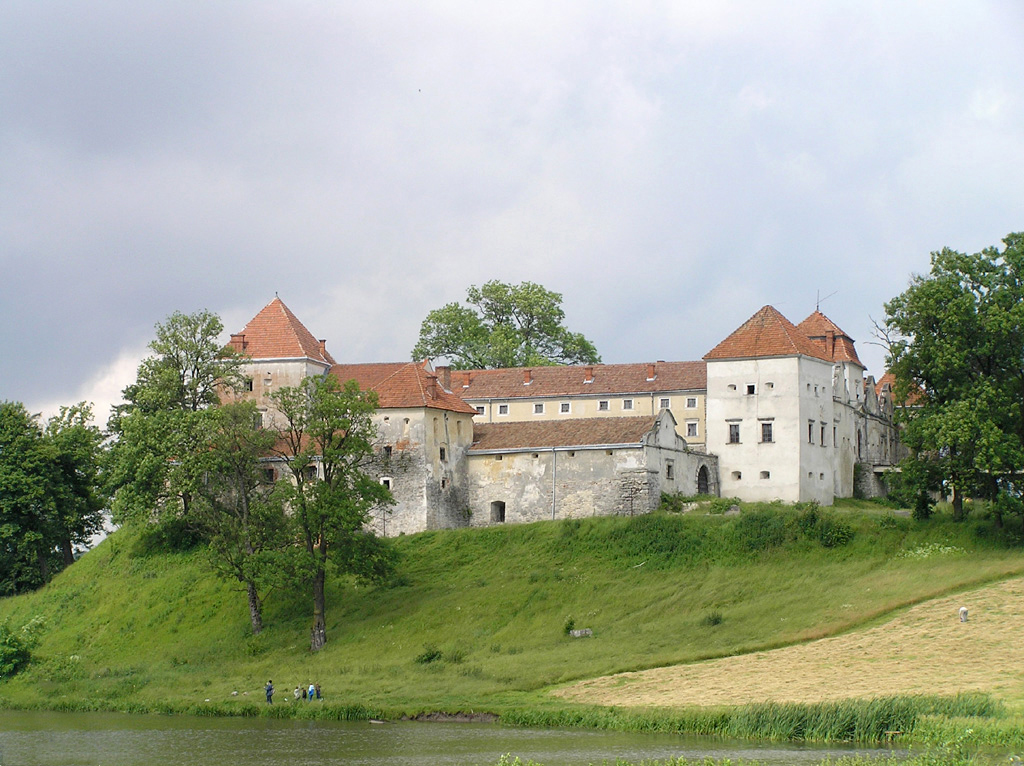
1975-83年，斯维尔日城堡再次修復

斯维尔日城堡（烏克蘭語：Свірзький замок，羅馬化：Svirz'kyi zamok）是位於乌克兰利沃夫州的一個城堡。它于15世纪建造。城堡内還有一座建于1546年的小教堂。該城堡多次哥薩克佔領。1648年，奥斯曼帝国放火将其烧毁。17世纪，城堡重建。1907年，城堡修复，但在1914年又被大火摧毁。此后多次进行重建和修复。